# 圣若昂-巴蒂斯塔-杜格罗里亚
圣若昂-巴蒂斯塔-杜格罗里亚是巴西米纳斯吉拉斯州的一个市镇。总面积553.346平方公里，总人口6828人，人口密度12.3人/平方公里。